# Liste du patrimoine immobilier classé de Marchin
Cette page regroupe l'ensemble du patrimoine immobilier classé de la commune belge de Marchin.
| Objet | Année de construction / Architecte | Adresse                    | Section communale | Coordonnées                      | Numéro d’inventaire | Illustration |
| --- | ---------------------------------- | -------------------------- | ----------------- | -------------------------------- | ------------------- | --- |
| L'église Notre-Dame |                                    |                            |                   | 50° 27′ 47″ nord, 5° 14′ 27″ est | 61039-CLT-0001-01   | L'église Notre-Dame |
| Tilleul, dit tilleul de Belgrade                                                                                                 |                                    |                            |                   | 50° 29′ 21″ nord, 5° 13′ 40″ est | 61039-CLT-0004-01   | Image manquanteTéléverser |
| Château, dit la Belle-Maison: intérieur et extérieur (M); parc, église, presbytère et alentours (S), place de Belle Maison, n° 6 |                                    | Place de Belle Maison n° 6 |                   | 50° 28′ 57″ nord, 5° 13′ 25″ est | 61039-CLT-0005-01   | Château, dit la Belle-Maison: intérieur et extérieur (M); parc, église, presbytère et alentours (S), place de Belle Maison, n° 6 |
| Clairière du domaine de Bagatelle                                                                                                |                                    |                            |                   | 50° 25′ 53″ nord, 5° 14′ 43″ est | 61039-CLT-0006-01   | Image manquanteTéléverser |